# Panneau photovoltaïque à concentration
Un panneau photovoltaïque à concentration, parfois simplement dénommé « panneau à concentration » est un module solaire photovoltaïque composé d'une série de dispositifs optiques de concentration de la lumière (lentilles ou miroirs) sur des cellules photovoltaïques (qui doivent être refroidies si le taux de concentration est élevé).
Le composant le plus cher d'un module est - de loin - la cellule photovoltaïque. En intercalant un dispositif concentrateur entre le soleil et la cellule, on peut utiliser une surface de cellule beaucoup plus petite, et ainsi utiliser des cellules à rendement très supérieur, avec des valeurs oscillant typiquement entre 30 et 40 % (et qui, à moyen terme, devraient dépasser 50 %).
Dans les années 2000-2010, les progrès des cellules utilisées et des moyens de concentration sont rapides

## Histoire
Cette technologie a d'abord été réservée aux satellites et à l'exploration spatiale où les coûts de mise en orbite justifient des performances très élevées.
Puis elle a été testée dans quelques prototypes et opérations pilotes (dont en Espagne par le programme européen Hercules et ses suites (capacité installée ou en construction en 2014 : 18 MWc) et aux États-Unis (capacité installée ou en construction en 2014 : 330 MW).

## Marché
En 2014, les modules photovoltaïques à concentration (CPV) sont devenus compétitifs (« dans les régions ensoleillées avec des valeurs élevées de rayonnement direct » (>2 000 kWh/m2/an) et de futures réductions de coûts et les améliorations de la technologie semble prometteuse. Ils ne constituent néanmoins encore qu'un marché émergent et très réduit (par rapport aux modules classiques).[réf. nécessaire]
Selon l'institut de recherche allemand Fraunhofer ISE et le National Renewable Energy Laboratory (NREL), fin 2014, 330 MWc de centrales CPV étaient raccordé au réseau dans le monde, et le prix de revient du kWh produit, qui oscillait fin 2013, selon les conditions d'utilisation, entre 8 c€/kWh et 15 c€/kWh, contre 6 c€/kWh à 10 c€/kWh pour le photovoltaïque classique, devrait s'abaisser d'ici 2030 à 4,5 c€/kWh-7,5 c€/kWh, niveau compétitif avec les modules classiques.
Différents constructeurs proposent ce type d'appareil : Soitec en France (à travers sa filiale Concentrix Solar installe des centrales au Nouveau-Mexique 1 MWc, Afrique du Sud 50 MWc, Californie 300 MWc, Maroc...), Heliotrop en France, Sol3G en Espagne, Pyron Solar et Sunrgi en Californie, Solar Systems en Australie (cette dernière construit actuellement une centrale photovoltaïque de 154 MWc).[réf. nécessaire]
Début 2015, il existe plusieurs centrales photovoltaïques à concentration produisant plus de 30 MWc :
- En mars 2012, Amonix met en service la centrale Cogentrix (35,28 MWc) à Alamosa au Colorado (États-Unis)[5].

- En Chine, deux projets ont été réalisés par Suncore (Suncore Photovoltaics (en)) dans la province de Qinghai, sur le plateau du Tibet : Golmud 1 (58 MWc), mis en service en novembre 2012[6] et Golmud 2 (80 MWc), opérationnel en 2016[7].

- Soitec parvient en 2014 à finaliser le financement de son projet de centrale solaire à concentration de Touwsrivier grâce au soutien du Government Employees Pension Fund, et valide ainsi le contrat d'achat d'électricité conclu avec la compagnie nationale Eskom[8]. En 2020, l'exploitation de la centrale solaire à concentration de Touwsrivier, dans la province du Cap-Occidental en Afrique du Sud, est confiée à juwi Solar ZA O&M 1, filiale de l’entreprise allemande juwi Renewable Energies. La centrale est composée de 1500 systèmes de traqueurs solaires CX-S530-II à deux axes, répartis en 60 sections. Chaque section est composée de 25 systèmes, composés chacun de 12 panneaux solaires et connectés en parallèle à un onduleur central de 630 kW. La centrale occupe un terrain de 190 ha avec une capacité de production de 36 MWc[9].

L’architecte allemand André Broessel a conçu et commercialisé en 2013 Rawlemon, une sphère solaire constituée d'une sphère transparente en polymère acrylique servant de lentille qui concentre les rayons du soleil et de la lune sur une cellule photovoltaïque multi-jonction, ce qui permet de réduire d'un facteur 100 la surface de cellule pour une puissance donnée, réduisant ainsi à presque rien l'empreinte carbone ; un système d'orientation à deux axes permet de maximiser le rendement : le taux de conversion de l'énergie solaire est amélioré de près de 70 % par rapport aux panneaux solaires photovoltaïques ; une batterie stocke l'électricité produite pour utilisation en soirée. Le modèle le plus petit : Beta.ey (10 cm) a une cellule de 16 Wc et une batterie de 27,5 Wh ; une prise USB 2.0 permet de recharger un portable ou une tablette, et une LED colorée transforme la sphère en lampe ; des sphères de 1 m ou 1,8 m de diamètres sont commercialisées pour installation en toiture, ainsi qu'un module de façade à plusieurs sphères qui a fait l'objet d'une première certification en janvier 2013 par le Zentrum für Sonnenenergie- und Wasserstoff-Forschung Baden-Württemberg.

## Technique
La concentration est obtenue par un système de miroirs paraboliques ou de lentilles de Fresnel, comme sur les phares d'automobiles.
Le rapport de concentration de la lumière solaire sur une petite surface s'exprime en une unité dite « soleil » (ou « sun » pour les anglophones) ; il indique de combien l’énergie incidente du soleil est multipliée :
- On parle de basse concentration si la lentille ou les miroirs apportent de 2 à 100 « soleils » à la cellule ;
- On parle de moyenne concentration pour de 100 à 300 « soleils » ;
- On parle de haute concentration au-delà de 300 « soleils » avec jusque plus de 1000 soleils (le record étant détenu par la société Sunrgi avec une valeur de 1600[réf. nécessaire]). La cellule photovoltaïque est souvent une multi-jonctions couteuse, mais très efficaces (à base de semiconducteurs III-V, par exemple en triple jonction GaInP/GaInAs/Ge). Des cellules à quadruple jonction existent aussi (efficacité : 36.7 %)[13],[14].

La plupart des systèmes sont à haute-concentration, mais il existe aussi des systèmes à basse concentration (ratios de concentration de moins de 100x), moins efficaces, mais moins chers ; ils utilisent principalement des cellules solaires de silicium cristallin (c-Si) et le module ne suit le soleil que sur un axe unique (parfois sur deux axes).

### Contraintes
Il faut que la lumière concentrée soit bien focalisée sur la cellule, et non à côté : un tel panneau ne fonctionne donc correctement qu'avec un dispositif de "tracking" (héliostat) pour rester en permanence perpendiculaire aux rayons du soleil. Favorable au rendement (il augmente la production d'environ la moitié sur une journée), ce type de dispositif a l'inconvénient d'accroître la complexité et la maintenance.
Il existe deux systèmes de trackers (suivant le soleil sur un ou deux axes).
Il faut ensuite évacuer la chaleur excessive, préjudiciable au rendement des cellules et surtout à leur durée de vie: sans dispositif de refroidissement, ces dernières fondraient.
Enfin, ces modules plus complexes sont plus fragiles, plus délicats à transporter et à monter.
Ces technologies nécessitent de faire appel à des métaux précieux (Tellurium, Indium et Gallium), mais uniquement sur une petite partie du module et en facilitant la récupération de ces métaux en fin de vie du panneau.
Globalement, si le rendement est environ deux à trois fois supérieur à celui d'un module plat classique[réf. nécessaire], toutes ces contraintes ont aussi un coût, de sorte que les modules classiques dominent toujours le marché.

## Rendement
Pour calculer la puissance de ces appareils, il faut utiliser les données concernant l'intensité de la lumière directe qui arrive à la surface du sol. Cette intensité varie en fonction de la latitude. Par exemple, à Lyon, la valeur moyenne basée sur 10 ans d'observations effectuées par la NASA est de 3,42 kWh/m2/j, soit une puissance moyenne de 142,5 W/m2.